# 冯飞
冯飞（1962年12月—），男，汉族，江西都昌人，中华人民共和国政治人物。天津大学电力及自动化工程系电力系统及其自动化专业本科、硕士、博士毕业，工学博士，研究员。现任中共海南省委书记，省人大常委会主任。中共第二十届中央委员。

## 生平

### 学历
1981年9月至1991年11月，在天津大学电力及自动化工程系电力系统及其自动化专业学习，先后取得工学学士、硕士和博士学位。1985年7月加入中国共产党。1991年11月参加工作。1991年11月至1993年10月，在清华大学电机工程与应用电子技术系电工学科做博士后研究。

### 国发中心
1993年10月，进入国务院发展研究中心技术经济研究部工作。1994年赴加拿大多伦多大学经济系和卡尔顿大学贸易政策和法律中心做研究访问。1995年和1997年分别被任命为第二研究室副主任、主任。1998年11月，转入国务院发展研究中心产业经济研究部工作，先后担任研究员、副部长、部长。

### 工信部
2014年1月，任工业和信息化部产业政策司司长。2015年10月，升任工业和信息化部副部长、党组成员。

### 浙江省
2016年8月，任浙江省人民政府副省长。2017年4月，升任中共浙江省委常委、浙江省人民政府常务副省长。2018年2月24日，当选为第十三届全国人大代表。

### 海南省
2020年12月，冯飞任中共海南省委副书记，省政府代省长、党组书记。
2021年1月，冯飞当选为海南省人民政府省长。
2022年10月，当选为中国共产党第二十届中央委员会委员。
2023年3月，冯飞接替转任中共湖南省委书记的沈晓明出任中共海南省委书记。